# Dauerwaldfördraget
Dauerwaldfördraget, tyska Dauerwaldvertrag, Dauerwaldkaufvertrag eller Jahrhundertvertrag är den överenskommelse som träffades 1915 mellan Zweckverband Groß-Berlin och Preussen om köp av skog. Fördraget innebar att Zweckverband Groß-Berlin och det senare Stor-Berlin kunde köpa stora skogsområden. 